# مواظب کلات باش (فیلم ۱۳۵۳)
فیلم مواظب کلات باش به کارگردانی رضا میرلوحی در سال ۱۳۵۳ در سینماهای کشور به نمایش درآمد.

## خلاصه فیلم
فرهاد و دوستش شیرعلی در یک نمایشگاه اتومبیل شریک هستند. فرهاد پس از معالجهٔ همسرش مژدهٔ آبستن شدن همسرش را به او می‌دهند زندگی آنها رنگ بوی تازه‌ای بخود گرفته که در این میان زنی به نام شهناز که در سال‌های جوانی با فرهاد آشنا بوده به تهران می‌آید و موجب ار هم پاشیدگی زندگی آن‌ها می‌شود
فرهاد متوجه می‌شود که باج‌گیری بنام سهراب؛ شهناز را اجیر کرده تا خود را نامزد سابق فرهاد معرفی کند
اما شهناز راضی به از هم پاشیدگی زندگی آن‌ها نیست و فرهاد زندگی با همسرش را از سر می‌گیرد

## بازیگران
- محمدعلی فردین
- هاله نظری
- شهناز تهرانی
- نرسی گرگیا
- جمشید مهرداد
- نعمت‌الله گرجی
- دیانا